# Xã Hartland, Quận Worth, Iowa
Xã Hartland (tiếng Anh: Hartland Township) là một xã thuộc quận Worth, tiểu bang Iowa, Hoa Kỳ. Năm 2010, dân số của xã này là 262 người.